# Pedro del Rey del Val
Pedro del Rey del Val (Madrid, 1931) és un muntador cinematogràfic espanyol.

## Biografia
Amb 17 anys entra en el món del muntatge com a ajudant del seu sogre, el muntador José Antonio Rojo. D'aquí fins als nostres dies han passat per les seves mans més de 200 llargmetratges, sèries de televisió, documentals i espots publicitaris.
Ha col·laborat amb directors de la categoria de Luis Buñuel, Carlos Saura, Francisco Regueiro, Basilio Martín Patino, Miguel Picazo, José Luis Borau, Rafael Moreno Alba, Álvaro Forqué, Fernando Palacios, Aldo Fabrizi, Jaime Chávarri, Paul Naschy, Miguel Littín, Luis María Delgado, Gerardo Vera, Julio Diamante Stihl, Antonio Mercero, Pedro Masó, Tony Leblanc, Manuel Mur Oti, Joan Estelrich March, Vicente Escrivá o Manuel Summers, entre d'altres.
Ha estat nominat en diferents ocasions a premis nacionals i internacionals per la seva labor com a muntador cap, sent responsable de títols tan importants per al cinema espanyol com: Viridiana (1961), Tristana (1970), Carmen (1983), El amor brujo (1986), Los golfos (1960), Atraco a las tres (1962), La gran familia (1962), Las cosas del querer (1989), Sandino (1990), La tía Tula (1964), Crimen de doble filo (1965), Llanto por un bandido (1964) o Pepita Jiménez (1975), entre altres
A l'Escola de Cinematografia i de l'Audiovisual de la Comunitat de Madrid (ECAM) va ser tutor de muntatge durant 13 anys, com ja ho havia estat en el seu moment a l'enyorada Escola Oficial de Cinematografia. També ha format part de la junta directiva de l'Acadèmia de les Arts i les Ciències Cinematogràfiques d'Espanya i és habitual de tallers i conferències sobre la seva especialitat professional. Ha estat nominat dos cops al Goya al millor muntatge per El Dorado (1988) i La noche oscura, però no va rebre el guardó.

## Filmografia
- Sus ojos se cerraron y el mundo sigue andando (1997)
- La Celestina (1996)
- Gimlet (1995)
- Madregilda (1993)
- Tierno verano de lujurias y azoteas (1993)
- El beso del sueño (1992)
- Desencuentros (1992)
- Sandino (1990)
- Las cosas del querer (1989)
- La noche oscura (1989)
- Diario de invierno (1988)
- El Dorado (1988)
- The Secret Life of Sergei Eisenstein (1987)
- Pasos largos (1986)
- El amor brujo (1986)
- Café, coca y puro (1985)
- Padre nuestro (1985)
- Il giocatore invisibile (1985)
- Proceso a Mariana Pineda (minisèrie, 1984)
- Tú solo (1984)
- T.I.R. (1 episodio, 1984)
- Vengador de asesinos (1984)
- Carmen (1983)
- Y del seguro... líbranos Señor! (1983)
- Perdoname, amor (1982)
- Los gozos y las sombras (13 episodios, 1982)
- El retorno del Hombre-Lobo (1981)
- El carnaval de las bestias (1980)
- Consultorio sexológico (1980)
- Los cántabros (1980)
- Mis relaciones con Ana (1979)
- Supersonic Man (1979)
- Visanteta, estáte quieta (1979)
- Violación fatal (1978)
- Escalofrío (1978)
- Eva, limpia como los chorros del oro (1977)
- Pasión (1977)
- Niñas... al salón (1977)
- El señor está servido (1976)
- La Carmen (1976)
- La lozana andaluza (1976)
- Cuando Conchita se escapa, no hay tocata (1976)
- El anacoreta (1976)
- Una abuelita de antes de la guerra (1975)
- La endemoniada (1975)
- Cuando el cuerno suena (1975)
- Pepita Jiménez (1975)
- Zorrita Martínez (1975)
- Los pasajeros (1975)
- La noche de las gaviotas (1975)
- Las obsesiones de Armando (1974)
- Un curita cañón (1974)
- Onofre (1974)
- Tarzán y el tesoro Kawana (1974)
- Ceremonia sangrienta (1973)
- La curiosa (1973)
- Lo verde empieza en los Pirineos (1973)
- Crimen de amor (1972)
- El monte de las brujas (1972)
- Los novios de mi mujer (1972)
- España puerta abierta (1972)
- Los días de Cabirio (1971)
- No desearás la mujer del vecino (1971)
- Aunque la hormona se vista de seda... (1971)
- El diablo Cojuelo (1971)
- El Cristo del Océano (1971)
- Simón, contamos contigo (1971)
- No desearás al vecino del quinto (1970)
- Sin un adiós (1970)
- Tristana (1970)
- Cateto a babor (1970)
- Johnny Ratón (1969)
- El ángel (1969)
- El golfo (1969)
- La ley de una raza (1969)
- La alpujarra, un mundo quieto (1968)
- Tierra madre (1968)
- Il cobra (1967)
- Amor a la española (1967)
- Un millón en la basura (1967)
- Cita en Navarra (1967)
- Juguetes rotos (1966)
- Hoy como ayer (1966)
- Nueve cartas a Berta (1966)
- Lola, espejo oscuro (1966)
- El juego de la oca (1966)
- Espi... ando (1966)
- El escuadrón del pánico (1966)
- I due parà (1965)
- 002 operazione Luna (1965)
- Sette uomini d'oro (1965)
- La familia y... uno más (1965)
- Crimen de doble filo (1965)
- Suspendido en sinvergüenza (1965)
- El arte de vivir (1965)
- Morir en España (1965)
- Un idioma para el mundo (1965)
- El Memorial del agua (1965)
- Historias de la fiesta (1965)
- Vacaciones para Ivette (1964)
- Casi un caballero (1964)
- La niña de luto (1964)
- Cyrano et d'Artagnan (1964)
- La tía Tula (1964)
- Llanto por un bandido (1964)
- Miguelín (1964)
- Vitoria Stop (1964)
- Chica para todo (1963)
- Alegre juventud (1963)
- Operación: Embajada (1963)
- Yo no soy un asesino (1963)
- Se necesita chico (1963)
- Benigno, hermano mío (1963)
- La hora incógnita (1963)
- Las hijas de Helena (1963)
- La gran familia (1962)
- Atraco a las tres (1962)
- Accidente 703 (1962)
- Feria en Sevilla (1962)
- El rejón (1962)
- Su alteza la niña (1962)
- Una isla con tomate (1962)
- Los pedigüeños (1961)
- Tierra brutal (1961)
- El secreto de los hombres azules (1961)
- Viridiana (1961)
- Salto mortal (1961)
- Hola, muchacho (1961)
- El cochecito (1960)
- Los golfos (1960)
- Café de Chinitas (1960)
- Las dos y media y... veneno (1959)
- Venta de Vargas (1959)
- Parque de Madrid (1959)
- Juego de niños (1959)
- Organillo (1959)
- Otros tiempos (1959)
- Gli zitelloni (1958)
- El pasado te acusa (1958)
- El Cristo de los Faroles (1958)
- Carlota (1958)
- Ángeles sin cielo (1957)
- Le belle dell'aria (1957)
- La hija de Juan Simón (1957)
- Dimentica il mio passato (1957)
- Buongiorno primo amore! (1957)
- Tormento d'amore (1956)
- Saeta rubia (1956)
- Castillos en pie de paz (1956)
- Las horas que pasan (1956)

## Obra literària
- Montaje. Una profesión de cine (Ariel)